# 勒雷舍山
勒雷舍山是南極洲的山峰，位於維多利亞地，屬於霍姆蘭山脈的一部分，處於里賈納山東南面16公里，海拔高度2,040米，該山脈以美國探險隊的生物家命名。
71°31′S 166°17′E / 71.517°S 166.283°E